# ویلیام لینک
ویلیام لینک (انگلیسی: William Link؛ زادهٔ ۱۵ دسامبر ۱۹۳۳ - درگذشته ۲۷ دسامبر ۲۰۲۰) فیلم‌نامه‌نویس اهل ایالات متحده آمریکا بود.
از فیلم‌های او می‌توان به هیندنبورگ اشاره کرد.
لینک در ۲۷ دسامبر ۲۰۲۰ به‌علت نارسایی قلبی در لس آنجلس درگذشت.